# ATEME

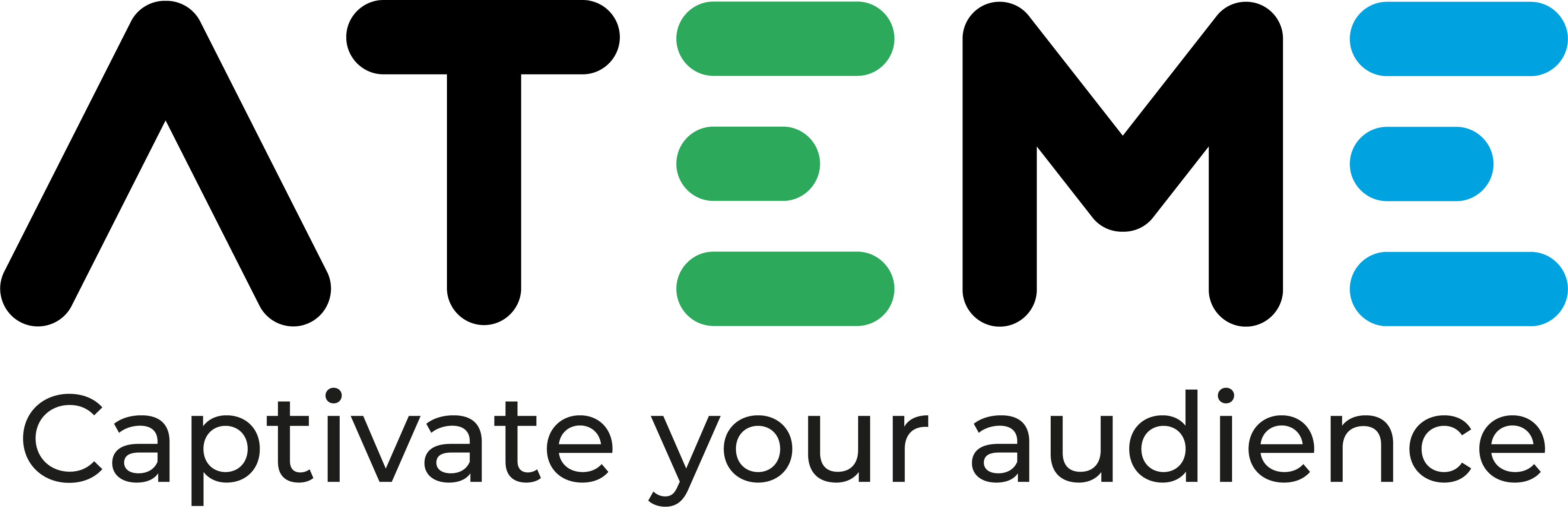
Logo de ATEME, del año 2021.

ATEME es una empresa de broadcast francesa, especializada en soluciones de compresión y descompresión H.265 /HEVC; MPEG4; MPEG2 para enlaces de contribución, distribución B2B y aplicaciones multi-pantalla (streaming, OTT, VOD).

## Fundación
La compañía fue fundada en el año 1991 y su sede principal se encuentra en Vélizy, a las afueras de París. También cuenta con oficinas en los Estados Unidos (Miami, Los Ángeles), China (Pekín) y Corea del Sur (Seúl). Además la empresa tiene una red de distribuidores a nivel mundial y cuenta con clientes en más de 60 países.

## Proyecto
ATEME es responsable de la investigación a nivel de códec del proyecto 4EVER, un proyecto financiado por el gobierno francés que inició en junio de 2012 con empresas como France Télévisions y Orange, entre otras. El propósito del proyecto es el de evaluar los beneficios del estándar de compresión HEVC el cual permite una reducción importante en el ancho de banda necesario para el transporte del vídeo, simplificando de esta manera la distribución de contenido HD hacia los dispositivos móviles así como la distribución de contenidos en Ultra Alta Definición (Ultra HD) hacia los hogares o salas de cine. 
ATEME presentó su primer software de compresión de video HEVC para la televisión 4K / UHDTV en el IBC (International Broadcast Convention) de Ámsterdam en septiembre de 2012.
Los productos de la serie Kyrion de ATEME incluyen los codificadores y decodificadores hardware los cuales soportan los formatos en Definición Estándar (SD), Alta Definición (HD) y los estándares de compresión MPEG-2 y MPEG-4/AVC. 
La gama de productos TITAN permiten la entrega de Vídeo bajo demanda (VOD) o en streaming multi-pantalla sobre redes gestionadas o no gestionadas (OTT).

## Grupo
Entre las sociedades profesionales de las que ATEME es miembro se encuentran DVB, SMPTE, NAB, SVG, VIDTRANS, iabm, ABU, WTA, SSPI y cuenta con más de 100 clientes tales como: DirecTV, GlobeCast, P&TLuxembourg, France Télévisions, Eutelsat, Cyfrowy Polsat, Taiwan Broadcasting System, Eurovision, Saudi Telecom, Calhoun Satellite Communications, 2SAT Europe, Casablanca Online, TrueVisions - Thailand, Digicable – India.